# Ruska Poljana
Ruska Poljana (ukrainisch Руська Поляна; russisch Русская Поляна Russkaja Poljana, polnisch Ruskopolana) ist ein Dorf in der zentralukrainischen Oblast Tscherkassy mit etwa 8300 Einwohnern (2016).

Taras-Schewtschenko-Denkmal im Ort

Ruska Poljana wurde 1622 erstmals schriftlich erwähnt. Zwischen 1965 und dem 27. Juni 1990 besaß die Ortschaft den Status einer Siedlung städtischen Typs.
Ruska Poljana liegt an der Fernstraße N 16 zwischen der Oblasthauptstadt Tscherkassy 11 Kilometer im Osten und einem Landschaftsschutzgebiet im Westen der Ortschaft.

## Verwaltungsgliederung
Am 20. Februar 2018 wurde das Dorf zum Zentrum der neugegründeten Landgemeinde Ruska Poljana (ukrainisch Руськополянська сільська громада/Ruskopoljanska silska hromada), zu dieser zählten auch das Dorf Heronymiwka, bis dahin bildete es die gleichnamige Landratsgemeinde Ruska Poljana (Русько-Полянська сільська рада/Rusko-Poljanska silska rada) im Zentrum des Rajons Tscherkassy.
Am 12. Juni 2020 kam noch das Dorf Dubijiwka zum Gemeindegebiet.
Folgende Orte sind neben dem Hauptort Ruska Poljana Teil der Gemeinde:
| Name                     | Name        | Name                      |
| ukrainisch transkribiert | ukrainisch  | russisch                  |
| ------------------------ | ----------- | ------------------------- |
| Dubijiwka                | Дубіївка    | Дубиевка (Dubijewka)      |
| Heronymiwka              | Геронимівка | Геронимовка (Geronimowka) |